# گرازوپرویر
گرازوپرویر (انگلیسی: Grazoprevir) دارویی است که برای درمان هپاتیت ث تأیید شده‌است. این دارو توسط مرک اند کو. ساخته شد و آزمایش‌های فاز III را تکمیل کرد و در ترکیب با مهارکننده کمپلکس تکثیر NS5A elbasvir تحت نام تجاری Zepatier، با یا بدون ریباویرین استفاده شد.
این دارو یک مهارکننده پروتئاز ویروس هپاتیت ث نسل دوم است که در اهداف پروتئاز NS3/4A عمل می‌کند. این دارو در برابر طیف وسیعی از انواع ژنوتیپ HCV، از جمله برخی که به اکثر داروهای ضد ویروسی مورد استفاده در حال حاضر مقاوم هستند، فعالیت خوبی دارد.

## اثرات جانبی
عوارض جانبی تنها در ترکیب با الباسویر ارزیابی شده‌است. عوارض جانبی رایج این ترکیب شامل احساس خستگی، حالت تهوع، کاهش اشتها و سردرد است. در برخی موارد در صورت مصرف همزمان با ریباویرین، شمار گلبول‌های قرمز پایین رخ داده‌است. مهم‌ترین خطرات افزایش آلانین ترانس‌آمیناز، هیپربیلی روبینمی، ایجاد مقاومت دارویی و تداخلات دارویی است.

## فعل و انفعالات
گرازوپرویر توسط پروتئین‌های حامل املاح SLCO1B1 و SLCO1B3 منتقل می‌شود. داروهایی که این پروتئین را مهار می‌کنند، مانند ریفامپیسین، سیکلوسپورین، و تعدادی از داروهای ایدز (آتازاناویر، داروناویر، لوپیناویر، ساکویناویر، تیپراناویر، کوبیسیستات)، می‌توانند باعث افزایش قابل توجه سطح گرازوپرویر در پلاسمای خون شوند. این ماده توسط آنزیم کبدی CYP3A4 تجزیه می‌شود. ترکیب با داروهایی که این آنزیم را القا می‌کنند، مانند افاویرنز، کاربامازپین یا مخمر سنت جان، می‌تواند منجر به کاهش غیرموثر سطوح پلاسمایی گرازوپرویر شود. ترکیب با مهارکننده‌های CYP3A4 ممکن است سطح پلاسما را افزایش دهد.

## فارماکولوژی

### مکانیسم عمل
گرازوپرویر NS3، آنزیم پروتئاز سرین را که ویروس برای تقسیم پلی پروتئین خود به پروتئین‌های ویروسی کاربردی نیاز دارد، و NS4A، کوفاکتور NS3، مسدود می‌کند.

### فارماکوکینتیک
گرازوپرویر دو ساعت پس از مصرف خوراکی همراه با الباسویر به حداکثر غلظت پلاسمایی خود می‌رسد (تغییر بین بیماران: ۳۰ دقیقه تا سه ساعت). در بیماران هپاتیت ث، غلظت حالت پایدار پس از حدود شش روز دیده می‌شود. اتصال به پروتئین پلاسما ۹۸٫۸ درصد است، عمدتاً به آلبومین و گلیکوپروتئین آلفا-۱-اسید. بخشی از این ماده در کبد عمدتاً توسط آنزیم CYP3A4 اکسید می‌شود. نیمه عمر بیولوژیکی به‌طور متوسط ۳۱ ساعت است. بیش از ۹۰٪ از راه مدفوع و کمتر از ۱٪ از راه ادرار دفع می‌شود.